# Birtukan Molla
Birtukan Molla (24 maggio 2005) è una mezzofondista etiope.

## Palmarès
| Anno | Manifestazione     | Sede  | Evento       | Risultato | Prestazione | Note                          |
| ---- | ------------------ | ----- | ------------ | --------- | ----------- | ----------------------------- |
| 2024 | Giochi Panafricani | Accra | 5000 m piani | Argento   | 15'05"32    | Miglior prestazione personale |